# Alfred McAlpine
Pour les articles homonymes, voir McAlpine.
Alfred McAlpine plc était une entreprise de construction britannique dont le quartier général était à Londres. Elle a participé à la plupart des constructions d'autoroutes de Grande-Bretagne, notamment l'échangeur de l'autoroute M6. Elle était cotée au London Stock Exchange avant d'être absorbée par Carillion en 2008.

## Historique
Alfred McAlpine (1881 – 1944) est l'un des fils du magnat anglais du béton armé, Robert McAlpine (1847-1934), et il exploitait les cimenteries du nord-ouest de l'Angleterre. En 1935, à la mort de son père et de son frère aîné, Alfred prit ces usines à son propre compte, bien que les formalités de succession ne fussent achevées qu'en 1940, avec la formation du groupe Sir Alfred McAlpine & Son. Moyennant un accord de non-concurrence avec l'entreprise-mère, Alfred McAlpine obtint l'exclusivité des chantiers de travaux publics pour le nord-ouest de l'Angleterre.
À la mort du fondateur de la société, son fils, Jimmie McAlpine, prit la présidence. La société fut introduite sur le London Stock Exchange en 1958 en tant que Marchwiel Holdings, avant de devenir Alfred McAlpine PLC en 1985 : dès 1983, en effet, l'accord de non-concurrence avait pris fin, levant toute restriction geographique.

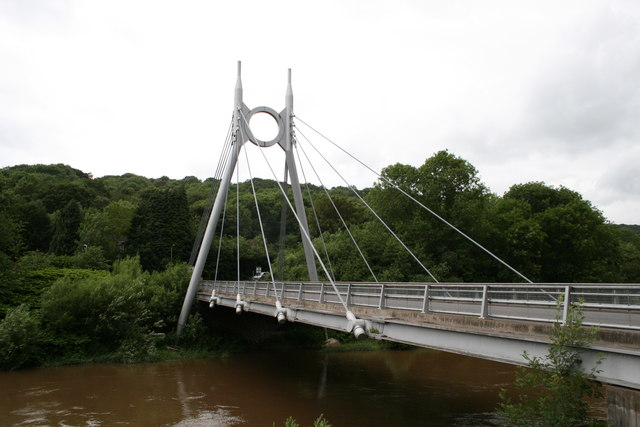
Le pont à haubans de Jackfield est l'un des ouvrages d'art historiques de l'Iron Bridge Gorge, dans la vallée de la Severn. McAlpine a reconstruit la pile et le tablier en sections mixtes acier-béton.

Le rayonnement de McAlpine dans les travaux publics s'accrut énormément dans les années 1960 par la part qu'il prit au programme autoroutier britannique. Avec le déclin des grands travaux des années 1970, McAlpine tenta de se relancer dans l'immobilier et l'habitat individuel. Jusque-là, le groupe avait bien tenté quelques diversifications, notamment par le rachat des carrières de Penrhyn, le plus gros gisement d'ardoise de Grande-Bretagne. Cette fois, McAlpine fit l'acquisition de Price Brothers (1978), racheta Finlas à Frank Sanderson (1982) et Canberra (1988). Le groupe investit aussi dans l'immobilier aux États-Unis, si bien qu'à la fin des années 1980, l'immobilier représentait la plus grande partie du chiffre d'affaires du groupe.
Jimmie McAlpine a pris sa retraite en 1985, et transmis la présidence du groupe à son fils Robert James "Bobby" McAlpine. Ce dernier appela en 1991 Ian Grice comme directeur général à la tête du groupe, avant de démissionner de la présidence en 1992, ce qui mit un terme au statut d'entreprise familiale. Le nouveau directoire du groupe privilégia la concentration des activités immobilières, avec l'acquisition de Raine Industries. À la fin des années 1990, McAlpine construisait plus de 4 000 maisons individuelles par an, se classant parmi les dix premières sociétés industrielles du pays ; mais l'avenir du groupe suscitait des craintes et en 2001, il dut céder sa branche construction à George Wimpey pour acquérir Kennedy Utility Management moyennant 52 000 000 £ puis l'année suivante le gestionnaire de réseaux Stiell, pour 85 000 000 £. Au mois de février 2008, Carillion a absorbé Alfred McAlpine pour 572 000 000 £.

## Structure
La société comprend trois grandes branches:
- branche Services financiers: gestion immobilière, systèmes d'information , gestion de portefeuilles, santé et sécurité ;
- branche Projets : impliquée dans la construction de centres commerciaux, de zones industrielles, de parcs de loisir, de constructions scolaires et d'hôpitaux. Le département Génie civil se consacre essentiellement aux travaux routiers ;
- branche Infrastructures : maintenance, remplacement et extension de réseaux à destination des opérateurs du gaz, de l'électricité, de l'eau et des télécoms ; appui à l'entretien routier pour les collectivités locales.

Alfred McAlpine Slate, le plus gros producteur d'ardoise naturelle, était une filiale.

## Projets prestigieux
Parmi les plus gros projets de l'entreprise, citons les ateliers de Bristol Aeroplane Company à Hawthorn achevés en 1943, l’hôpital universitaire de Liverpool (1969), le Barrage de Scammonden (1970), l’hôpital de New Cross à Wolverhampton (1970), le Barrage d'Alvito au Portugal (1976), la centrale hydroélectrique de Dinorwig (1984), le centre de conférences de Manchester Central (1986), les chantiers navals de Devonshire Dock à Barrow-in-Furness (1986), le viaduc de Jackfield (1994), le Royal Armouries Museum de Leeds (1996), le stade de Kirklees à Huddersfield (1997, appelé « McAlpine Stadium » jusqu'en 2004), le DW Stadium de Wigan (1999), l’Eden Project à St Austell (2001), l’hôpital de Wythenshawe (2001), l’hôpital du Comté de Hereford  (2002), l'échangeur de l'autoroute M6 (2003), l'extension de l’hôpital de Stoke Mandeville (2006), le centre de soins palliatifs de l’hôpital d’Addenbrooke (2007) et le complexe touristique de Bluestone (2008).

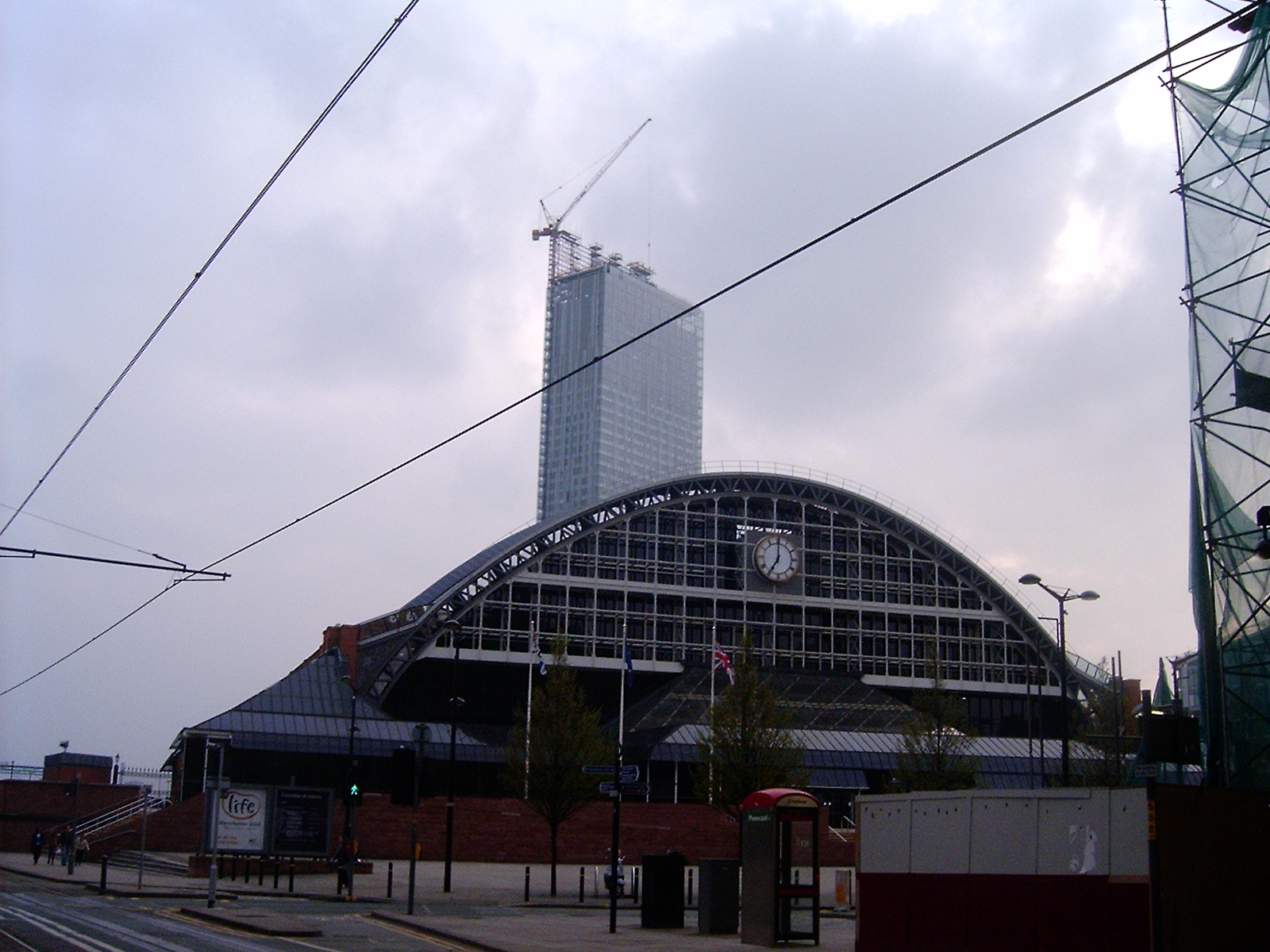
Le centre de conférences de Manchester Central
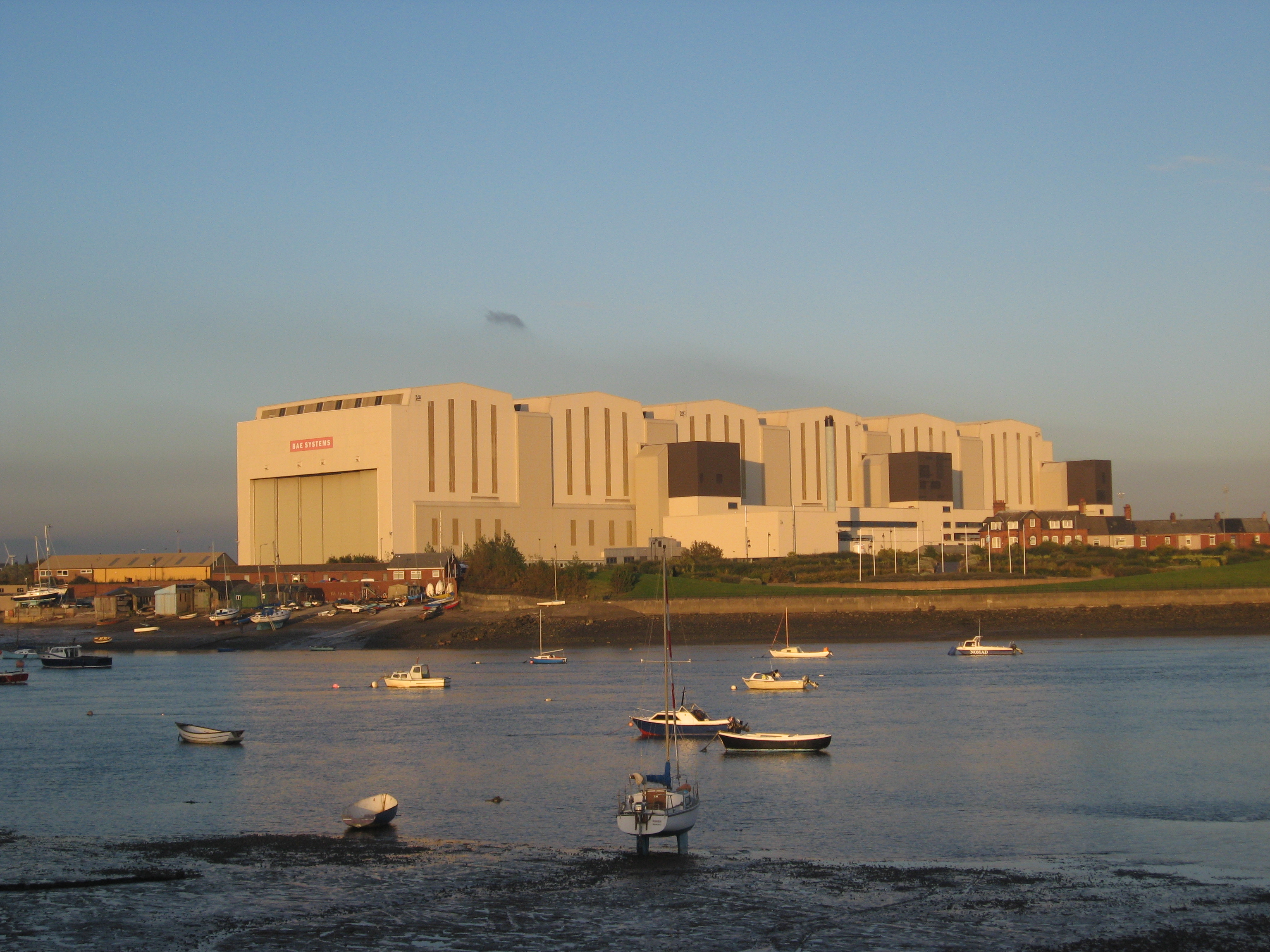
Les chantiers navals de Devonshire Dock de Barrow-in-Furness
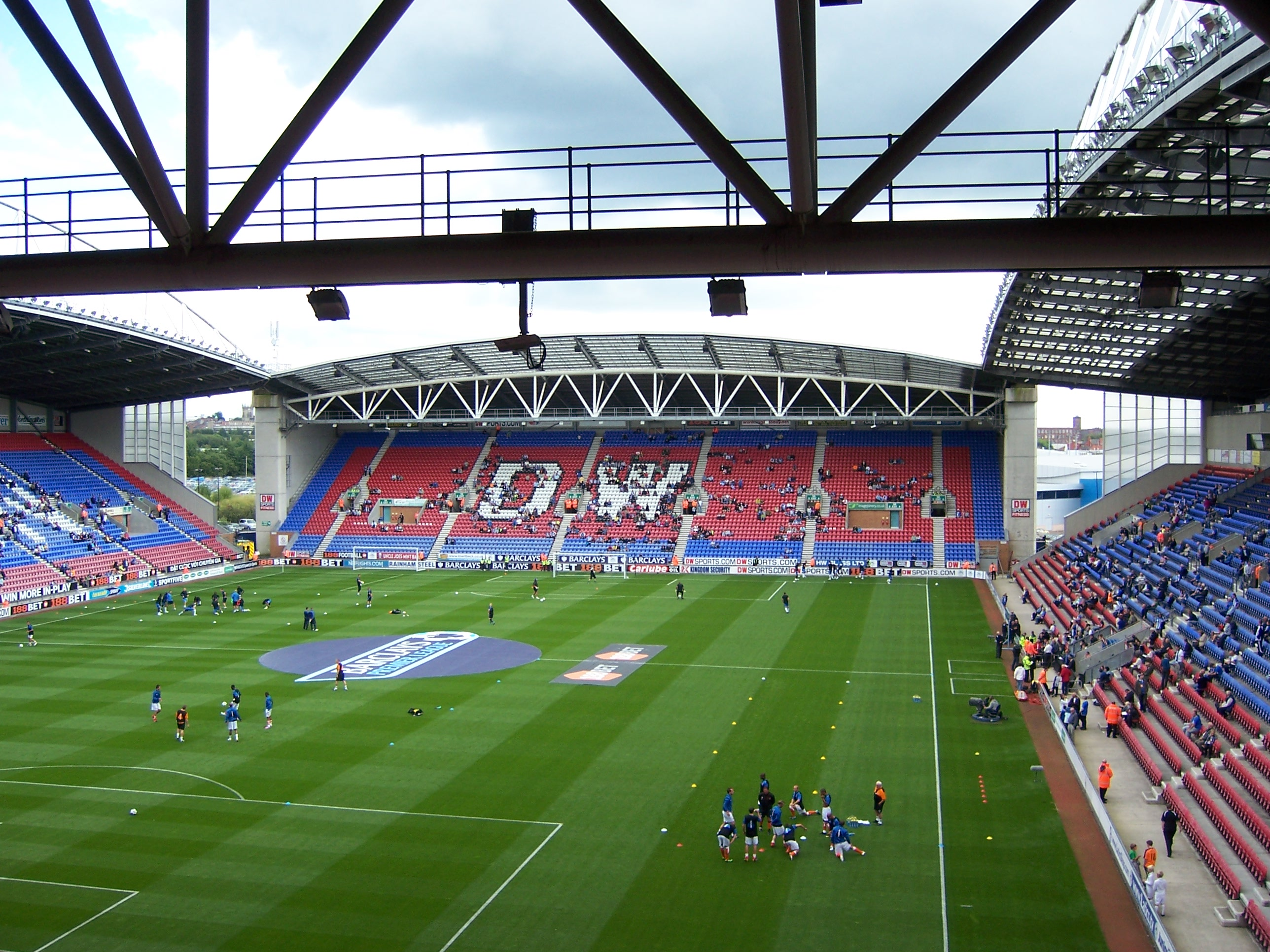
Le DW Stadium
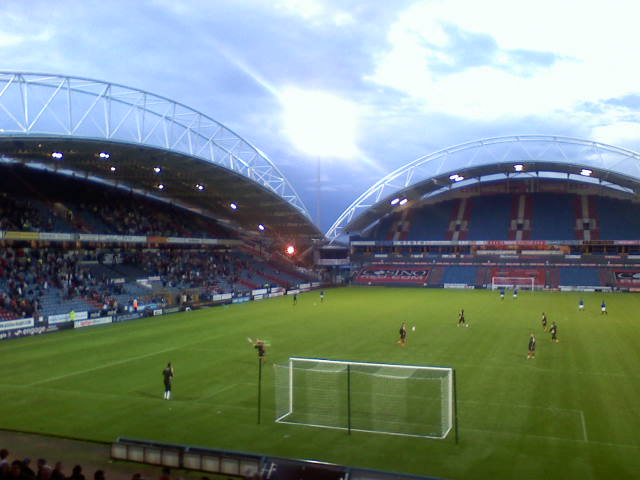
Le stade de Kirklees
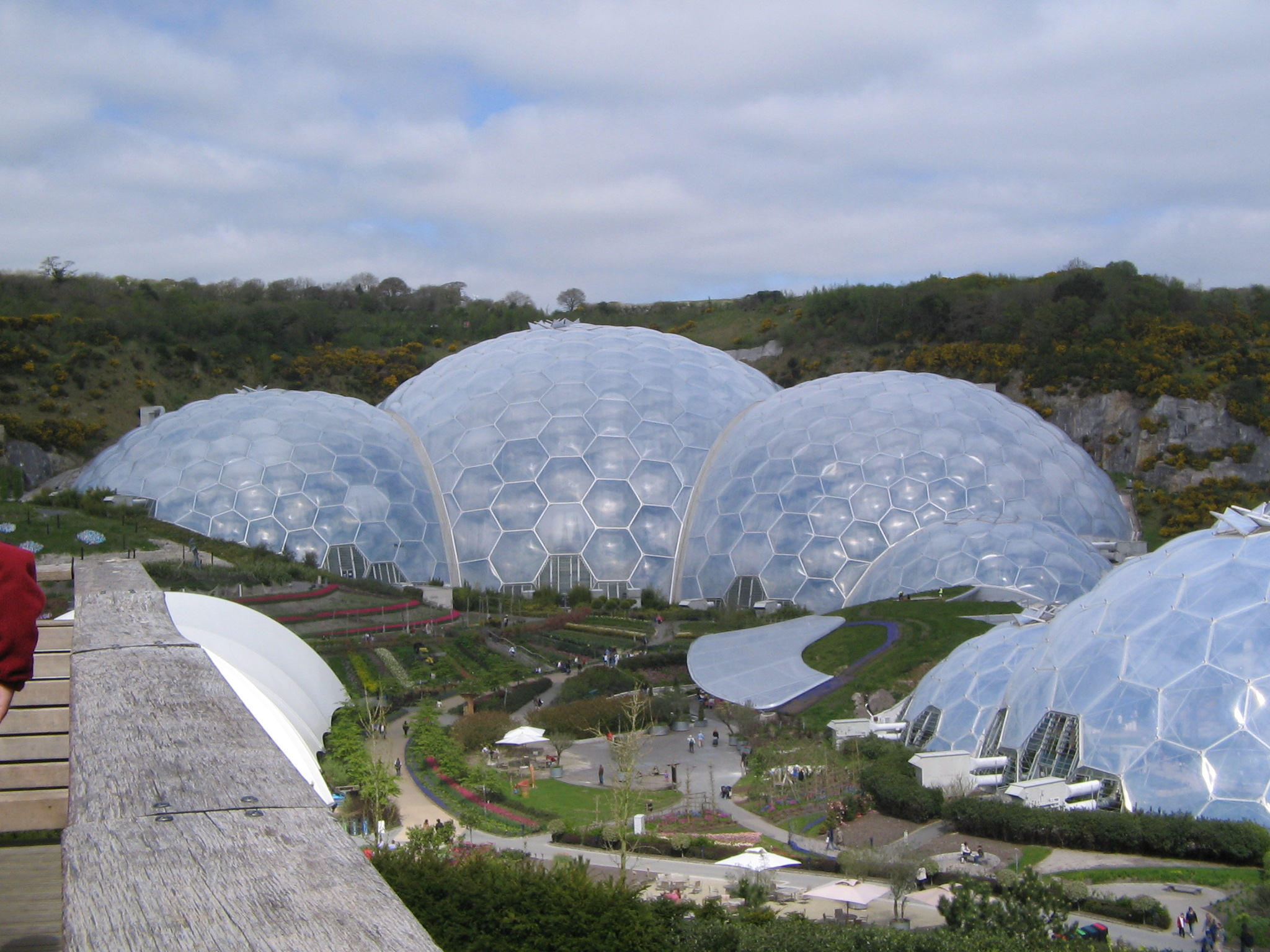
L’Eden Project

### Voir également
- (en) Cet article est partiellement ou en totalité issu de l’article de Wikipédia en anglais intitulé « Alfred McAlpine » (voir la liste des auteurs).
- Site officiel